# 焦诺盖赖杰
焦诺盖赖杰，是匈牙利沃什州所辖的一个村，总面积7.07平方公里，总人口156，人口密度22.1人/平方公里（2010年1月1日）。